# 東大阪市立布施中学校
東大阪市立布施中学校（ひがしおおさかしりつ ふせちゅうがっこう）は、大阪府東大阪市荒川二丁目にある公立中学校。
従来の東大阪市立俊徳中学校と東大阪市立太平寺中学校を統合し、2016年に開校した。校舎は旧俊徳中学校の用地を転用している。
学校は旧日新商業学校跡に位置する。前身の俊徳中学校創立時の1947年より1974年まで、日新商業学校の後身の東大阪市立日新高等学校と学校敷地を共有していた。

## 沿革
本項では前身校もまとめて扱う。
旧・俊徳中学校は1948年に布施市立第五中学校として、当時の日新商業学校敷地（現在の布施中学校敷地）に併設される形で開校した。また旧・太平寺中学校は1948年に布施市立第四中学校として、布施市立第三中学校（現・東大阪市立金岡中学校）より分離開校した。校地は布施市大字太平寺71番地（のち東大阪市太平寺二丁目1番39号）を使用し、後年になり隣接地を買収して校地を拡張している。
布施市など3市合併で1967年に東大阪市が発足した。東大阪市の市域では合併前、旧布施市の学校を中心に創立番号順での小中学校名称が使われていたケースもいくつかあったが、東大阪市発足に際して小中学校の名称に番号の名称をやめて地名などを取り入れた名称へと一斉に変更する方針を決定した。その方針に伴い、第四中学校から太平寺中学校、第五中学校から俊徳中学校へと改称した。
2016年4月に両校が統合し、東大阪市立布施中学校となった。

### 年表
- 1948年4月 - 布施市立第四中学校、布施市立第五中学校が開校。
- 1967年2月 - 東大阪市の発足により、東大阪市立第四中学校・東大阪市立第五中学校に改称。
- 1967年4月 - 東大阪市立太平寺中学校・東大阪市立俊徳中学校に改称。
- 2016年4月 - 東大阪市立太平寺中学校・俊徳中学校が統合し、東大阪市立布施中学校となる。

## 交通
- 近鉄大阪線 俊徳道駅 西へ約500 m。
- 近鉄大阪線・近鉄奈良線 布施駅 南へ約800 m。
- 近鉄バス 三ノ瀬バス停。